# Кремлёвский курсант

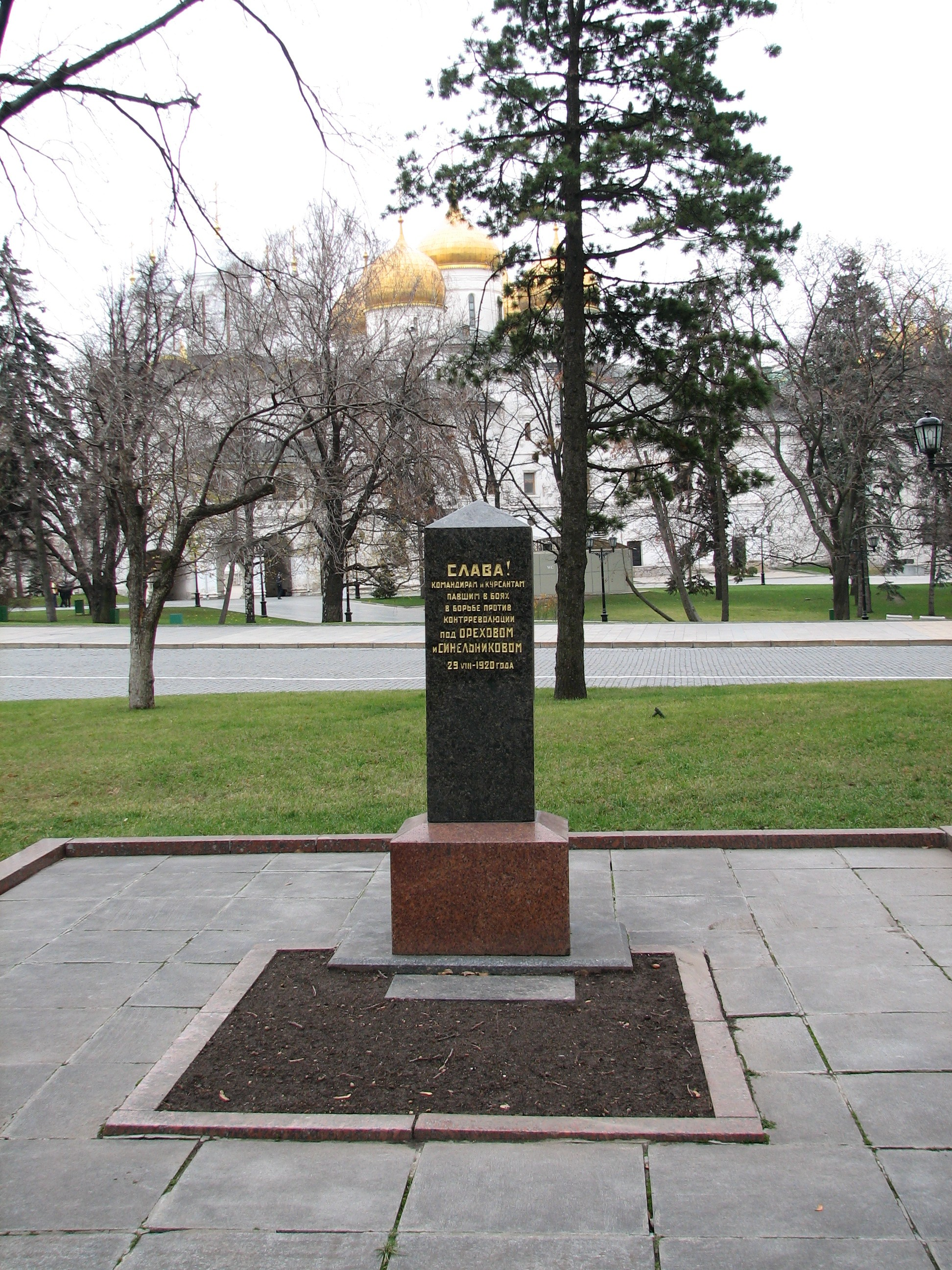
Памятник курсантам в Московском Кремле.

Кремлёвский курсант — литературное название курсантов, неофициальное звание учащихся и выпускников Первых московских пулемётных курсов по подготовке командного состава РККА, дислоцированных на территории Московского Кремля с сентября 1918 года.
В 1920 году по решению Советского правительства командирам и курсантам пулемётных курсов, павшим героической смертью в боях под Ореховом и Синельниковом, в Московском Кремле (в сквере между Арсеналом и Сенатом) был поставлен деревянный обелиск в виде треугольной пирамиды с глобусом наверху. Затем этот обелиск был реконструирован, дерево заменено мрамором. Надпись гласит: «Слава! Командирам и курсантам, павшим в боях против контрреволюции под Ореховом и Синельниковом. 29 VIII — 1920 года.»

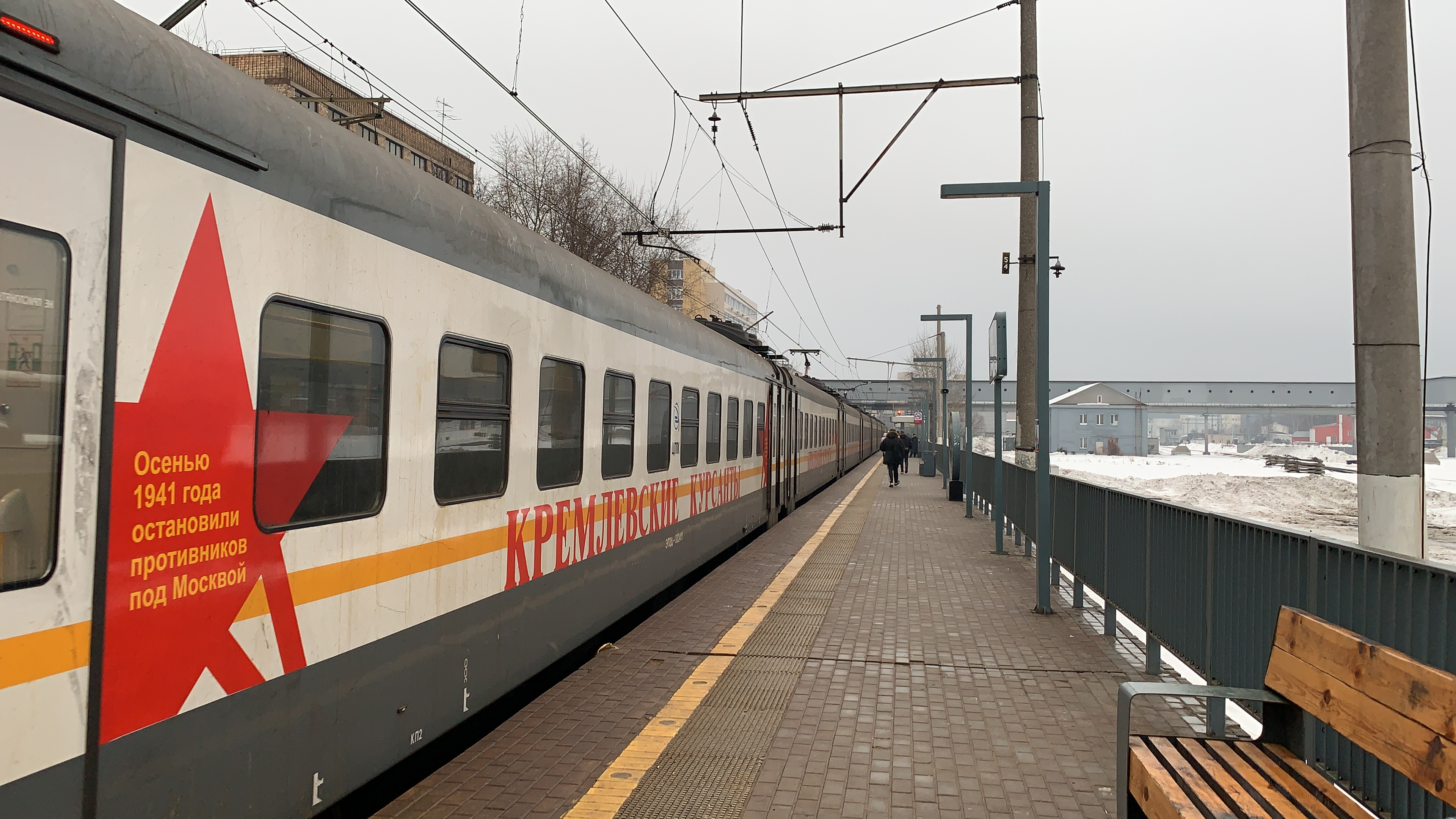
Тематический поезд "Кремлёвские Курсанты" из вагонов ЭП2Д (принадлежат АО "ЦППК") на остановочном пункте "Красный Балтиец".

С тех пор «Кремлёвскими курсантами» именуют всех учащихся и выпускников военных учебных заведений, в которые Первые московские пулемётные курсы по подготовке командного состава РККА были последовательно преобразованы: 1-я Советская объединённая военная школа РККА им. ВЦИК (1921), МВУ (1937), МКПУ (1938), МВОКУ (1958), МВИ (1998), МВВКУ (2004).
В. И. Ленин с февраля 1922 года является почётным курсантом 1-го пехотного батальона, а с 15.09.1923 — почётным командиром школы им. ВЦИК и именно в ней состоял на партийном учёте
Торжественный выпуск Кремлёвских курсантов почётно проводится на Красной площади в Москве и в настоящее время.

## В литературе
- «Убиты под Москвой» (1963) — повесть русского писателя Константина Воробьёва, повествующая об участии роты кремлёвских курсантов в обороне Москвы осенью 1941 года

## В кинематографе
- «Экзамен на бессмертие» (1983) — советский художественный фильм по повестям Константина Воробьёва «Убиты под Москвой» и «Крик».
- «Это мы, Господи!..» (1990) — советский художественный фильм по повести Константина Воробьёва «Убиты под Москвой».
- «Кремлёвские курсанты» (2009) — российский телесериал, описывающий вымышленную историю жизни курсантов Московского высшего военного командного училища.
- Эпизод в фильме Никиты Михалкова «Утомлённые солнцем 2: Предстояние» (2010).

## Цитаты
- М. Фрунзе:

Школа ВЦИК кровью своих лучших бойцов запечатлела свою преданность делу пролетарской революции

## Память
В память о подвиге курсантов в годы Великой Отечественной войны, имя «Кремлёвские курсанты» присвоено электропоезду ОАО РЖД..
3 февраля 2015 года Проектируемый проезд № 813 в Москве (район Люблино, ЮВАО) был переименован в  аллею Кремлёвских Курсантов.
В октябре 2017 года мемориальный комплекс Кремлёвским курсантам открыт в селе Ярополец Волоколамского района Московской области.